# كديران (الرقة)
كديران قرية سورية تتبع ناحية مركز الرقة في منطقة مركز الرقة في محافظة الرقة. بلغ عدد سكانها 4697 نسمة في عام 2004 حسب إحصاء المكتب المركزي للإحصاء.